# Moment of Silence
Moment of Silence – druga płyta zespołu Decree wydana w 2004 roku.

## Lista utworów
1. Violent Reckoning - 6:01
2. Shallow Breath - 4:18
3. Fire of Judgement - 5:20
4. Crushed - 3:45
5. Moment of Silence - 5:51
6. Scorched Earth - 7:00
7. Forced Wide Open - 5:24
8. A Secret Thread - 4:06
9. Used Dreams - 5:19
10. Cast Adrift - 4:27
11. Severed - 6:19

## Twórcy
- Chris Peterson - programowanie, produkcja, keyboard
- Ross Redhead - gitara basowa
- Sean Lawson - śpiew

## Wydania albumu
Źródło: Mindphaser.com
| Kraj wydania     | Wydawca                 | Rok wydania | Numer katalogowy | Opis |
| ---------------- | ----------------------- | ----------- | ---------------- | ---- |
| Ameryka Północna | Metropolis Records      | 06.04.2004  | MET316           |      |
| Europa           | Minuswelt / Musikfabrik | 05.04.2004  | minus 016.       |      |